# Flabellina exoptata
Flabellina exoptata je vrsta lijepog morskog puža golaća, divnih boja. Pripada porodici Flabellinidae.
Ovu se vrstu može naći u Indijskom oceanu i zapadnom Pacifiku.

## Vanjske poveznice
|  | Zajednički poslužitelj ima još gradiva o temi Coryphellina exoptata |
|  | Wikivrste imaju podatke o taksonu Flabellina exoptata               |